# Fakoye

Le Fakoye ou sauce Fakoye est un plat traditionnel Malien originaire du Nord du Mali à base des feuilles appelées Corète potagère, aussi appelée Mloukhiya dans les pays arabes. La sauce Fakoye est principalement garnie avec de la Viande de mouton ou de la Viande de bœuf. 
A priori, la Corète potagère doit être transformée en matière sèche, et pilée d'une manière pas très très fine, c'est-à-dire semi-fine pour une dégustation succulente et sans précédent. 
Par ailleurs, pour passer à l'étape d'une préparation réussie de la sauce Fakoye, en plus de la Corète potagère, il faut songer à regrouper des ingrédients comme suit: la Mousse Renne que les nordistes appellent communément le Kabé, la  poudre de Cumin, du Piment rouge, le Poivre noir et  Poivre blanc de Penja appelé fêfê en Songhaï, le Poivre de Sélim, le soumbala, le Petit Poisson Séché (il doit être préalablement lavé et pilé), la pâte de datte, la poudre de cannelle, l'anis vert, la noix de muscade, une bonne quantité d'huile, a noter que l'assaisonnement dépend de la personne qui cuisine.
En ce qui concerne la méthode de préparation, la sauce fakoye ne demande pas trop d'exigences à ce niveau, car elle peut être cuisinée d'un manière très simple en mettant simplement la quantitée d'eau souhaitée dans une marmite tout en prenant le soin d'y ajouter tous les ingrédients cités précédemment c'est-à-dire après avoir soigneusement pilé chaque ingrédient,  on peut tous les mettre ensemble dans la marmite, et attendre jusqu'à ébullition pour y ajouter la Corète potagère.    
Cependant, les nordistes préfèrent généralement mélanger la semi poudre de la Corète potagère avec du beurre de karité, avant de la mettre en cuisson, ce qui procure un goût unique et exceptionnel.  
En outre, la cuisson de la sauce Fakoye est remarquable dès qu'on observe de l'huile sur la surface.
Pour conclure, la sauce Fakoye se mange avec du riz. Bonne dégustation !